# Хосият Рустам
Хосият Рустам (узб. Xosiyat Rustamova; род. 19 марта 1971, Наманганская область, Узбекистан) — узбекская поэтесса и переводчица, автор сценариев, награждена медалью «Шухрат», национальной премией «Олтин калам», наградой «Золотой рыцарь» Союза писателей России. В настоящее время является главным редактором газеты «Китоб дунёси». Она является координатором Колумбии The World Poet Movement (Всемирного Поэтического Движения) в Узбекистане с 2022 года.

## Биография
Родилась в 1971 году в селе Олмос Чустского района Наманганской области. В 1993 году окончила факультет журналистики Ташкентского государственного университета (ныне Национальный университет Узбекистана).
В 2003 году училась на курсе высшей литературы факультета узбекской филологии Национального университета Узбекистана. С 2021 года является резидентом Международной писательской программы Университета Айовы, США.

## Награды
Хосиат Рустам награждена медалью «Шухрат» Президента Республики Узбекистан в 2004 году и памятной медалью «25 лет Независимости Узбекистана» в 2016 году. Она участвовала в нескольких международных поэтических фестивалях и стала победителем международного поэтического конкурса, проходившего в Бурсе, Турция, в 2012 году. В 2015 году она была удостоена премии Азербайджана имени Микаила Мушфика, Международной премии поэта Нурангиза ГЮН в 2020 году и Международной премии Расула Резы в 2021 году.
В 2017 году она была награждена Орденом Почета «За научные и литературные связи между Азербайджаном и Узбекистаном» Института литературы имени Низамия Гянджеви AMEA. В 2018 году она получила высшую премию в области поэзии на международном литературном фестивале, проходившем в Таиланде. Член Союза писателей Узбекистана с 2003 года и Союза писателей Азербайджана с 2019 года.
Лауреат Международной премии Наджи Наамана 2021 года.
В 2021 году она  была удостоена престижной премии Союза писателей России «Золотой Витязь». 2022 Фонд культуры Наджи Наамана (FGC), международная организация, базирующаяся в Ливане, объявила Хосият Рустам своим чрезвычайным послом по культуре.

## Карьера
Помимо стихов, Хосият Рустам пишет рассказы, пьесы и киносценарии. Она не только признанный поэт, но и успешный прозаик и сценарист. В 2015 году спектакль «Птица, которая не помещается в небе» был поставлен в одном из крупнейших театров Узбекистана – академическом музыкально-драматическом театре имени Мукими под руководством народного артиста Узбекистана Мирзы Азизова.
В 2016 году по мотивам повести «Гилам» она написала сценарий «Аджал йодуси», который экранизировал режиссер Хилал Насимов. Этот художественный фильм принес поэтессе большую известность. В качестве переводчика она перевела на узбекский язык стихи Марины Цветаевой, Евгения Евтушенко, Анны Ахматовой, Бориса Пастернака, Рамиза Равшана, Нигора Рефибейли, Ризы Халила, Фозила Кисакурака, Хусну Догладжи и многих других поэтов мира. С 2015 года Хосият является главным редактором самой влиятельной газеты «Китоб дуня». Поэзия Хосият Рустам переведена более чем на 30 языков, а ее  книги изданы в ряде зарубежных стран.
О Хосият Рустам в Узбекистане издана книга «ХОСИЯТ. Khosiyat» на узбекском языке, подготовленная на основе статей и очерков всемирно известных поэтов, писателей и литературоведов, а англоязычная версия «ХОСИЯТ» издана издательством «ECG. Лондон» (Издательство в Лондоне). Продолжаются съемки двухсерийного фильма о Хосият Рустам, который снимается совместно с Азербайджанским телевидением и Телевидением Узбекистана.

## Культурная дипломатия
По ее инициативе в октябре 2020 года группа известных поэтов, писателей и литературоведов мира направила письмо солидарности президенту Азербайджана Ильхому Алиеву в связи с карабахским конфликтом между Азербайджаном и Арменией. Во время этих конфликтов поэтесса написала стихотворение «Adı Lalə idi o kızın» («Ее звали Лола, она была девочкой»), в котором выразила боль карабахского народа, и в октябре 2020 года оно было издано в книге. В стихотворении рассказывается о горькой жизни, семье, страданиях и горестях Лолы, воспоминания о детстве, об изгнании с земли своих предков во время Карабахской войны. Кроме того, в Азербайджане издана книга Хосиат Рустам «44 дня», написанная о 44-дневной войне между Арменией и Азербайджаном.
Хосият Рустамова размещает интервью со всемирно известными литературоведами, писателями и поэтами в газете «Китоб дуня», переводя их произведения на узбекский язык и донося их творчество до читателей узбекской газеты. В то же время она пригласила некоторых из них - албанско-американскую поэтессу, основоположницу теории протонизма Гьеке Маринай, азербайджанского политика, журналистку Ганиру Пашаеву и других в Узбекистан.